# The Cheaters
Pour les articles homonymes, voir Cheaters.
Pour plus de détails, voir Fiche technique et Distribution.
The Cheaters est une comédie loufoque américaine réalisée par Joseph Kane sortie en 1945.

## Synopsis
En proie à de graves difficultés financières, l'homme d'affaires James C. Pidgeon (Eugene Pallette) n'espère plus que dans un possible héritage de son oncle mourant pour éviter la ruine. Dans le même temps, sa fille le persuade d'accueillir pour Noël une personne nécessiteuse afin d'impressionner son petit ami. Ils choisissent au hasard Anthony Marchand (Joseph Schildkraut), un acteur devenu alcoolique dont la carrière a été brisée par un accident de voiture.
Après la mort de l'oncle, son testament révèle qu'il a laissé sa fortune à une certaine Florie Watson (Ona Munson), une comédienne qu'il avait rencontrée des décennies plus tôt. Toutefois, si Florie ne se présente pas dans un délai raisonnable, l'héritage doit revenir à la famille.
JC Pidgeon décide d'organiser lui même la recherche de Florie afin de s'assurer qu'elle ne soit pas informée de son héritage. Marchand et Willie Crawford (Raymond Walburn), beau-frère de JC Pidgeon, la retrouvent aisément. Willie, se présentant à elle comme un cousin, l'invite à passer les fêtes avec la famille Pidgeon.
Les Pidgeon se rendent dans une maison isolée afin de plus aisément couper Florie de toute source d'information, renvoyant en leur mentant des détectives privés à la recherche de Florie qui se présentent à la propriété. Finalement, après plusieurs allusions au caractère honteux de leur conduite par Marchand, ils révèlent la vérité à Florie. Cette dernière choisit de ne conserver que la moitié de l'héritage, offrant l'autre moitié aux Pidgeon.

## Fiche technique
- Titre original : The Cheaters ; ressorti sous le titre The Castaway en 1949[1]
- Réalisation : Joseph Kane
- Scénario : Frances Hyland, Albert Ray
- Décors : Otto Siegel
- Costumes : Adele Palmer
- Photographie : Reggie Lanning
- Son : Fred Stahl
- Montage : Richard L. Van Enger
- Production : Joseph Kane
- Société de production : Republic Pictures
- Pays d'origine :  États-Unis
- Langue originale : anglais
- Format : Noir et blanc
- Durée : 87 minutes (60 minutes pour la version The Castaway)
- Date de sortie : 15 juillet 1945 aux États-Unis

## Distribution
- Joseph Schildkraut : Anthony Marchand
- Billie Burke : Clara Pidgeon
- Eugene Pallette : James C. Pidgeon
- Ona Munson : Florie Watson
- Raymond Walburn : Willie Crawford
- Ann Gillis : Angela Pidgeon
- Ruth Terry : Therese Pidgeon
- Robert Livingston : Stephen Bates
- David Holt (en) : Reggie Pidgeon
- Robert Greig : MacFarland